# Upsilon Aurigae
Upsilon Aurigae è una stella gigante rossa di magnitudine 4,74 situata nella costellazione dell'Auriga. Dista 475 anni luce dal sistema solare.

## Osservazione
Si tratta di una stella situata nell'emisfero celeste boreale. La sua posizione moderatamente boreale fa sì che questa stella sia osservabile specialmente dall'emisfero nord, in cui si mostra alta nel cielo nella fascia temperata; dall'emisfero australe la sua osservazione risulta invece più penalizzata, specialmente al di fuori della sua fascia tropicale. La sua magnitudine pari a 4,7 fa sì che possa essere scorta solo con un cielo sufficientemente libero dagli effetti dell'inquinamento luminoso.
Il periodo migliore per la sua osservazione nel cielo serale ricade nei mesi compresi fra fine ottobre e aprile; nell'emisfero nord è visibile anche per un periodo maggiore, grazie alla declinazione boreale della stella, mentre nell'emisfero sud può essere osservata limitatamente durante i mesi dell'estate australe.

## Caratteristiche fisiche
La stella è una gigante rossa; ha una massa circa 2,5 volte quella solare ed un raggio ben 73 volte superiore. La sua magnitudine assoluta di -1,08 e la sua velocità radiale positiva indica che la stella si sta allontanando dal sistema solare.
Nata come una calda stella di classe spettrale B9 760 milioni di anni fa, dopo poco meno di 600 milioni di vita ha terminato l'idrogeno nel suo nucleo da convertire in elio. Dopodiché la stella iniziò ad espandersi e a raffredarsi e, divenuta una stella di classe G, la stella aumentò di un fattore 7 la sua luminosità, per iniziare a fondere l'elio in carbonio tramite il processo tre alfa. Terminato l'elio, la stella sta ora aumentando di nuovo la sua brillantezza, con un nucleo inerte di carbonio-ossigeno al suo interno. In futuro diventerà una variabile Mira, prima di rilasciare gli strati esterni e terminare la sua esistenza come una nana bianca.